# Èlmids
Els èlmids (Elmidae) son una família de coleòpters polífags de la superfamília Byrrhoidea. Va ser descrita per Curtis l'any 1830. Són de vida aquàtica, en aigües dolces, i fins a l'any 2008 se n'havien descrit 1.330 espècies.
Són de mida petita, la llargada del seu cos varia entre menys d'1 mm i els 10 mm.

## Gèneres
- Ancyronyx Erichson, 1847
- Aesobia Jäch, 1982
- Ampumixis Sanderson, 1954
- Anommatelmis Spangler, 1981
- Aspidelmis Delève, 1954
- Atractelmis Chandler, 1954
- Austrelmis Brown, 1984
- Austrolimnius Carter & Zeck, 1929
- Cephalolimnius Delève, 1973
- Cleptelmis Sanderson, 1954
- Coxelmis Carter & Zeck, 1929
- Ctenelmis Delève, 1964
- Cylloepus Erichson, 1847
- Dubiraphia Sanderson, 1954
- Dupophilus Mulsant & Rey, 1872
- Elmidolia Fairmaire, 1897
- Elmis Latreille, 1798
- Elpidelmis Delève, 1964
- Epodelmis Hinton, 1973
- Esolus Mulsant & Rey, 1872
- Eumicrodinodes Delève, 1965
- Exolimnius Delève, 1954
- Gonielmis Sanderson, 1954
- Graphelmis Delève, 1968
- Grouvellinus Champion, 1923
- Gyrelmis Hinton, 1940
- Haplelmis Delève, 1964
- Hedyselmis Hinton, 1976
- Helminthocharis Grouvelle, 1906
- Helminthopsis Grouvelle, 1906
- Heterelmis Sharp, 1882
- Heterlimnius Hinton, 1935
- Hexacylloepus Hinton, 1940
- Hintonelmis Spangler in Patrick, 1966
- Holcelmis Hinton, 1973
- Huleechius Brown, 1981
- Ilamelmis Delève, 1973
- Jolyelmis Spangler & Faitoute, 1991
- Kingolus Carter & Zeck, 1929
- Lathridelmis Delève, 1965
- Leielmis Delève, 1964
- Lemalelmis Spangler, 1981
- Leptelmis Sharp, 1888
- Limnius Illiger, 1802
- Lobelmis Fairmaire, 1898
- Luchoelmis Spangler & Staines, 2002
- Ludyella Reitter, 1899
- Macrelmis Motschulsky, 1860
- Macronychoides Champion, 1923
- Microcylloepus Hinton, 1935
- Microdinodes Grouvelle, 1906
- Narpus] Casey, 1893
- Neocylloepus Brown, 1970
- Neoelmis Musgrave, 1935
- Neolimnius Hinton, 1939
- Neoriohelmis Nomura, 1958b
- Nomuraelmis Satô, 1964
- Normandia Pic, 1900
- Notelmis Hinton, 1941
- Notriolus Carter & Zeck, 1929
- Ohiya Jäch, 1982
- Onychelmis Hinton, 1941
- Oolimnius Hinton, 1939
- Optioservus Sanderson, 1954
- Ordobrevia Sanderson, 1953
- Oulimnius Des Gozis, 1886
- Pachyelmis Fairmaire, 1898
- Pagelmis Spangler, 1981
- Peloriolus Delève, 1964
- Phanoceroides Hinton, 1939
- Pilielmis Hinton, 1971
- Podelmis Hinton, 1941
- Portelmis Sanderson, 1953
- Promoresia Sanderson, 1954
- Protelmis Grouvelle, 1911
- Pseudamophilus Bollow, 1940
- Pseudancyronyx Bertrand & Steffan, 1963
- Pseudelmidolia Delève, 1963
- Pseudomacronychus Grouvelle, 1906
- Rhizelmis Chandler, 1954
- Riolus Mulsant & Rey, 1872
- Simsonia Carter & Zeck, 1929
- Sphragidelmis Delève, 1964
- Stegoelmis Hinton, 1939
- Stenelmis Dufour, 1835
- Stenelmoides Grouvelle, 1908
- Stethelmis Hinton, 1945
- Taprobanelmis Delève, 1973
- Tolmerelmis Hinton, 1972
- Tolriolus Hinton, 1940
- Trachelminthopsis Delève, 1965
- Troglelmis Jeannel, 1950
- Tropidelmis Delève, 1964
- Tyletelmis Hinton, 1972
- Unguisaeta Jäch, 1982
- Uralohelmis Roubal, 1940
- Xenelmis Hinton, 1936
- Xenelmoides Hinton, 1936
- Macronychus Müller, 1806
- Paramacronychus Nomura, 1958b
- Urumaelmis Satô, 1963a
- Vietelmis Delève, 1968
- Zaitzevia Champion, 1923
- Zaitzeviaria Nomura, 1959a
- Disersus Sharp, 1882
- Dryopomorphus Hinton, 1936
- Hexanchorus Sharp, 1882
- Hispaniolara Brown, 1981
- Hydora Broun, 1882
- Hydrethus Fairmaire, 1889
- Lara LeConte, 1852
- Microlara Jäch, 1993
- Neblinagena Spangler, 1985
- Omotonus Delève, 1963
- Ovolara Brown, 1981
- Parapotamophilus Brown, 1981
- Phanocerus Sharp, 1882
- Potamocares Grouvelle in Alluaud & Jeannel, 1920
- Potamodytes Grouvelle, 1896
- Potamogethes Delève, 1963
- Potamolatres Delève, 1963
- Potamophilinus Grouvelle, 1896
- Potamophilus Germar, 1811
- Pseudodisersus Brown, 1981
- Roraima Kodada & Jäch, 1999
- Stetholus Carter & Zeck, 1929